# Cảm tình
Cảm tình (tiếng Trung: 感情; bính âm: gǎnqíng; Wade–Giles: kan-ch'ing), bao gồm "động lòng" (Cảm, 感) và "yêu mến" (Tình, 情). Cảm tình chỉ đến cảm xúc giống như tình bạn nảy sinh giữa hai người, hai tập thể hoặc hai đối tác làm ăn khi mối quan hệ của họ ngày càng sâu sắc hơn. Cảm tình là một khái niệm quan trọng trong quan hệ xã hội của người Hoa vốn bắt nguồn từ đạo Khổng và là một phần nhỏ nằm trong khái niệm quan hệ (mạng lưới quan hệ xã hội của một cá nhân).
Hai chữ cảm tình thường được sử dụng trong các bình luận của Chính phủ Cộng hòa Nhân dân Trung Hoa, ví dụ các phát biểu rằng hành động làm "phương hại đến cảm tình của nhân dân Trung Quốc" mà một số người diễn giải là làm tổn thương mối quan hệ với chính phủ Trung Quốc. Tương tự ở Việt Nam cũng tồn tại các lớp học "cảm tình Đảng" hướng đến mục tiêu được kết nạp đảng viên và được đứng vào hàng ngũ của Đảng Cộng sản Việt Nam. Ngay như cố Tổng Bí thư Trường Chinh cũng từng phát biểu: "Cảm tình của quần chúng trong trẻo, thành thật và nồng nhiệt vô cùng".